# 鼠籠砲

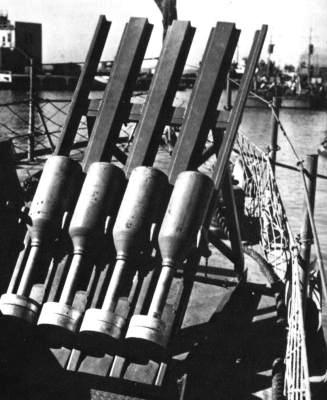
四管反潛火箭发射器“20式反潜发射器”

鼠籠砲（捕鼠器反潛火箭，Mousetrap，ASW Marks 20 和 22）是美國海軍和美国海岸警卫队在第二次世界大战期间采用的反潜火箭發射器。屬於刺蝟砲的同等替代武器。刺蝟砲在發射模式上是承襲迫擊砲，雖然後座力不強，但對船體仍然會施加額外應力，長時間使用對船殼結構的影響仍是未知數。鼠籠砲將推進能量來源改為固態火箭，因此可以藉由導軌設計吸收發射能量，降低對船殼結構之影響。同時因為省略了發射管等結構，也易於船上士兵重新裝填，所以有較為高效的射速。
鼠籠砲發射的反潛火箭彈體直徑7.2英寸（約183公ㄔ厘），總重65磅（约合29千克），彈頭為内装33磅（约合15公斤） 铝末混合炸药，採用與刺蝟砲相同的觸擊引信。一組鼠籠砲會有4或8具發射架。
至二戰結束時，美國海軍配發超過上百組Mark 22式鼠籠砲，驅逐艦上一般會搭載3組Mark 22式8聯裝鼠籠砲發射器，獵潛艦則會装备两具。

## 数据
- 弹药总重：65磅（约合29千克）
- 战斗部：33磅（15千克）
- 有效射程：280米
- 射速：3秒1轮（最快）
- 发射架數量:
  - Mark 20式：4个
  - Mark 22式：8个

## 引用
1. 1 2  . Microworks.net.   [2013-12-12]. （原始内容存档于2022-07-26）.
2. ↑  
. US Coast Guard. November 2001  [2008-10-08]. （原始内容存档于2008-10-03）.
3. ↑  . NavSource Naval History.   [2022-07-24]. （原始内容存档于2022-07-26）.